# Pavel Soukup
Pavel Soukup (Přerov, Regió d'Olomouc, 12 d'abril de 1965) va ser un ciclista txecoslovac, d'origen txec, que s'especialitzà en la pista. Va guanyar tres medalles, una d'elles d'or, als Campionats del món en Persecució per equips.

## Palmarès
- 1986
  -  Campió del món en Persecució per equips (amb Teodor Černý, Aleš Trčka i Svatopluk Buchta)